# Горбачёв, Евгений Александрович
Евгений Александрович Горбачёв (род. 18 октября 1923) — советский и российский инженер-конструктор и изобретатель по разработке сельскохозяйственного машиностроения. Лауреат Ленинской премии (1964).

## Биография
Родился 18 октября 1923 года в городе Уральске Уральской губернии Киргизской АССР, позже семья переехала в город Магнитогорск Челябинской области.
С июля 1941 года в период Великой Отечественной войны, после окончания Магнитогорской средней школы, в возрасте семнадцати лет, Е. А. Горбачёв начал свою трудовую деятельность в должности составителя поездов на Магнитогорском металлургическом комбинате.
С 1943 по 1948 годы проходил обучение в Московском институте механизации и электрификации сельского хозяйства имени В. П. Горячкина. С 1948 года после окончания института был направлен в город Тула. С 1948 по 1953 годы работал конструктором в Специальном конструкторском бюро на Тульском комбайновом заводе, как конструктор был одним из тех кто занимался проектированием первого в стране самоходного зерноуборочного комбайна Сталинец-4.
С 1953 года, Е. А. Горбачёв с группой конструкторов под руководством Х. И. Изаксона был направлен в город Таганрог, где распоряжением Министерства машиностроения СССР на Таганрогском комбайновом заводе было создано Государственное специальное конструкторское бюро по зерноуборочным комбайнам и самоходным шасси. С 1953 по 1995 год в течение сорока двух лет, Е. А. Горбачёв занимал руководящие должности: от заместителя руководителя и руководителя конструкторской группы до заместителя начальника Государственного специального конструкторского бюро по зерноуборочным комбайнам и самоходным шасси Таганрогского комбайнового завода. Е. А. Горбачёв в составе ведущих конструкторов и руководителей производства был участником создания самоходного комбайна СК-3, нового самоходного зерноуборочного комбайна СК-4, а также в последующем таких самоходных комбайнов как — СК-5 «Нива», СК-6 «Колос» и самоходного шасси СШ-75 «Таганрожец».
Е. А. Горбачёв был постоянным участником Всесоюзной выставки достижений народного хозяйства (ВДНХ СССР) в Москве, за свои достижения награждался медалями ВДНХ различной степени достоинства, в том числе тремя серебряными и тремя бронзовыми. Являлся автором многочисленных работ по конструкции сельскохозяйственной техники и обладателем авторских свидетельств на изобретения, которые в последующем были успешно внедрены в производство.
22 апреля 1964 года «за создание конструкции зерноуборочного комбайна „СК-4“ и организацию массового производства на специализированных заводах Таганрогском комбайновом и „Ростсельмаш“» Е. А. Горбачёв был удостоен — Ленинской премии.
С 1995 года после выхода на заслуженный отдых, жил в городе Таганроге Ростовской области.

## Награды
- Ленинская премия (1964[2])
- Медали ВДНХ (три серебряных и три бронзовых[1])